# Huitième district congressionnel du Michigan
Le 8e district congressionnel du Michigan est un district  situé dans le centre du Michigan. Le district a été créé pour la première fois en 1873, après un redécoupage à la suite du recensement de 1870. De 2003 à 2013, il comprenait la totalité des comtés de Clinton, Ingham et Livingston, ainsi que la partie sud de Shiawassee et la partie nord des comtés d'Oakland. De 2013 à 2023, le district ne couvrait plus les comtés de Clinton ou de Shiawassee et couvrait plutôt une plus grande partie du Comté d'Oakland, y compris Rochester. En 2023, le district a été redessiné pour être centré sur la ville de Flint et comprend tous les comtés de Saginaw et Bay, presque tout le Comté de Genesee et des parties des comtés de Midland et Tuscola.
Le Représentant actuel du district est la Démocrate Kirsten McDonald Rivet. Selon le CPVI, après le redécoupage de 2022, le 8e district du Michigan est le district médian du pays, avec 217 districts jugés plus démocrates et 217 districts plus républicains.

## Géographie
| #   | Comté   | Siège    | Population |
| --- | ------- | -------- | ---------- |
| 17  | Bay     | Bay City | 102 500    |
| 49  | Genesee | Flint    | 401 522    |
| 111 | Midland | Midland  | 84 039     |
| 145 | Saginaw | Saginaw  | 187 782    |
| 157 | Tuscola | Caro     | 52 826     |

### Villes et townships de 10 000 personnes ou plus
- Flint – 80 628
- Saginaw – 43 185
- Midland – 42 547
- Saginaw Charter Township – 41 679
- Grand Blanc Township – 39 846
- Bay City – 32 661
- Flint Township – 31 447
- Burton – 29 715
- Genesee Township – 20 581
  - Beecher (en partie) – 8840
- Davison Township – 20 434
- Mount Morris Township – 20 024
  - Beecher (en partie) – 8840
- Fenton Township – 16 843
  - Lake Fenton – 5905
- Mundy Township – 15 281
- Bangor Township – 14 045
- Vienna Township – 13 301
- Fenton – 12 050
- Thomas Township – 11 931
  - Shields (en partie) – 7035
- Flushing Township – 10 701
- Tittabawassee Township – 10 691
  - Freeland – 7630
- Monitor Township – 10 687
- Bridgeport Charter Township – 10 104
  - Bridgeport (CDP) – 6571

### Villes de 2500 à 10 000 personnes
- Hampton Township – 9695
- Richfield Township – 8991
- Flushing – 8411
- Atlas Township – 8352
- Grand Blanc – 8091
- Buena Vista Charter Township – 7664
  - Buena Vista (CDP) – 5855
- Clayton Township – 7460
- Argentine Township – 7091
  - Argentine (CDP) – 2685
- Gaines Township – 6664
- Thetford Township – 6640
- Montrose Township – 6005
- Swartz Creek – 5897
- Birch Run Township – 5888
- Carrollton Township – 5750
- Larkin Charter Township – 5331
- Davison – 5143
- Williams Township – 5058
- Frankenmuth – 4987
- Kochville Township – 4911
- Chesaning Township – 4748
- Jerome Township – 4625
- Forest Township – 4447
- Kawkawlin Township – 4419
- Linden – 4142
- Taymouth Township – 4065
- Homer Township – 3993
- Lee Township – 3985
- Richland Township – 3955
- Frankenlust Township – 3672
- Essexville – 3379
- Porstmouth Township – 3224
- St. Charles Township – 3183
- Mount Morris – 3170
- Fraser Township – 2994
- Arbela Township – 2808
- Ingersoll Township – 2775
- Beaver Township – 2723
- Maple Grove Township – 2676
- Clio – 2525

## Histoire
Avant 1992, le 8e district du comprenait les villes de Saginaw et Bay City ainsi que les comtés de Huron, Tuscola et Sanilac dans le pouce du Michigan, le Comté d'Arenac au nord du Comté de Bay, soit un total d'environ la moitié de la superficie du Comté de Saginaw, et petites parties nord des comtés de Lapeer et St. Clair.
Cette zone serait en grande partie transférée au 5e district après le recensement de 1990, tandis que la majeure partie de l'ancien 6e district deviendrait le 8e district. Contrairement à l'ancien 6e district, le 8e ne comprenait pas Pontiac. Pour compenser la perte de population, il a été repoussé plus loin dans Lansing (qui avait été auparavant divisé entre les 6e et 8e districts), englobant tout le Comté d'Ingham. Il a également ajouté la zone autour de Brighton et des parties des comtés de Washtenaw et Genesee.
Lors du redécoupage de 2002, le district a gagné la totalité du Comté de Clinton, environ la moitié du Comté de Shiawasee et la majeure partie de sa superficie dans le Comté d'Oakland, tout en perdant ses parts des comtés de Washtenaw et Genesee.
Lors du redécoupage de 2012, le district a perdu toute sa superficie dans les comtés de Clinton et Shiawasee et a été repoussé plus loin dans le Comté d'Oakland.
Lors du redécoupage de 2022, le district a été déplacé vers le centre du Michigan pour inclure les Tri Cities et Flint.

## Historique de vote
| Année | Poste     | Résultats               |
| ----- | --------- | ----------------------- |
| 1992  | Président | Clinton 40,0 % - 36,0 % |
| 1996  | Président | Clinton 49,0 % - 40,0 % |
| 2000  | Président | Bush 51,0 % - 47,0 %    |
| 2004  | Président | Bush 54,0 % - 45,0 %    |
| 2008  | Président | Obama 53,0 % - 46,0 %   |
| 2012  | Président | Obama 58,2 % - 40,8 %   |
| 2016  | Président | Clinton 48,0 % - 46,9 % |
| 2020  | Président | Biden 50,3 % - 48,2 %   |

## Liste des Représentants du district
| Membre                          | Parti       | Années                            | Congrès     | Histoire électorale |
| ------------------------------- | ----------- | --------------------------------- | ----------- | --- |
| District établit le 4 mars 1873 |             |                                   |             | |
| Nathan B. Bradley (en)          | Républicain | 4 mars 1873 - 3 mars 1877         | 43e , 44e   | Élu en 1872. Réélu en 1874. Retrait. |
| Charles C. Ellsworth (en)       | Républicain | 4 mars 1877 - 3 mars 1879         | 45e         | Élu en 1876. Retrait. |
| Roswell G. Horr (en)            | Républicain | 4 mars 1879 - 3 mars 1885         | 46e - 48e   | Élu en 1878. Réélu en 1880. Réélu en 1882. Perds sa réélection. |
| Timothy E. Tarsney (en)         | Démocrate   | 4 mars 1885 - 3 mars 1889         | 49e , 50e   | Élu en 1884. Réélu en 1886. Perds sa réélection. |
| Aaron T. Bliss (en)             | Républicain | 4 mars 1889 - 3 mars 1891         | 51e         | Élu en 1888. Perds sa réélection. |
| Henry M. Youmans (en)           | Démocrate   | 4 mars 1891 - 3 mars 1893         | 52e         | Élu en 1890. Perds sa réélection. |
| William S. Linton (en)          | Républicain | 4 mars 1893 - 3 mars 1897         | 53e , 54e   | Élu en 1892. Réélu en 1894. Perds sa réélection. |
| Ferdinand Brucker (en)          | Démocrate   | 4 mars 1897 - 3 mars 1899         | 55e         | Élu en 1896. Perds sa réélection. |
| Joseph W. Fordney (en)          | Républicain | 4 mars 1899 - 3 mars 1923         | 56e - 67e   | Élu en 1898. Réélu en 1900. Réélu en 1902. Réélu en 1904. Réélu en 1906. Réélu en 1908. Réélu en 1910. Réélu en 1912. Réélu en 1914. Réélu en 1916. Réélu en 1918. Réélu en 1920. Retrait. |
| Bird J. Vincent (en)            | Républicain | 4 mars 1923 - 18 juillet 1931     | 68e - 72e   | Élu en 1922. Réélu en 1924. Réélu en 1926. Réélu en 1928. Réélu en 1930. Décès. |
| Vacant                          | Vacant      | 18 juillet 1931 - 3 novembre 1931 | 72e         | |
| Michael J. Hart (en)            | Démocrate   | 3 novembre 1931 - 3 janvier 1935  | 72e , 73e   | Élu pour terminer le mandat de Vincent. Réélu en 1932. Perds sa réélection. |
| Fred L. Crawford (en)           | Républicain | 3 janvier 1935 - 3 janvier 1953   | 74e - 82e   | Élu en 1934. Réélu en 1936. Réélu en 1938. Réélu en 1940. Réélu en 1942. Réélu en 1944. Réélu en 1946. Réélu en 1948. Réélu en 1950. Perds sa renomination.                                |
| Alvin M. Bentley (en)           | Républicain | 3 janvier 1953 - 3 janvier 1961   | 83e - 86e   | Élu en 1952. Réélu en 1954. Réélu en 1956. Réélu en 1958. Retrait pour se présenter comme Sénateur des États-Unis.                                                                         |
| James Harvey (en)               | Républicain | 3 janvier 1961 - 31 janvier 1974  | 87e - 93e   | Élu en 1960. Réélu en 1962. Réélu en 1964. Réélu en 1966. Réélu en 1968. Réélu en 1970. Réélu en 1972. Réélu en 1974. Démissionne pour devenir Juge du District Est du Michigan.           |
| Vacant                          | Vacant      | 31 janvier 1974 - 23 avril 1974   | 93e         | |
| J. Bob Traxler (en)             | Démocrate   | 23 avril 1974 - 3 janvier 1993    | 93e - 102e  | Élu pour terminer le mandat de Harvey. Réélu en 1976. Réélu en 1978. Réélu en 1980. Réélu en 1982. Réélu en 1984. Réélu en 1986. Réélu en 1988. Réélu en 1990. Retrait.                    |
| Bob Carr                        | Démocrate   | 3 janvier 1993 - 3 janvier 1995   | 103e        | Redécoupe depuis le 6e district et réélu en 1992. Retrait pour se présenter comme Sénateur des États-Unis.                                                                                 |
| Dick Chrysler                   | Républicain | 3 janvier 1995 - 3 janvier 1997   | 104e        | Élu en 1994. Perds sa réélection. |
| Debbie Stabenow                 | Démocrate   | 3 janvier 1997 - 3 janvier 2001   | 105e , 106e | Élu en 1996. Réélu en 1998. Retrait pour se présenter comme Sénateur des États-Unis. |
| Mike Rogers                     | Républicain | 3 janvier 2001 - 3 janvier 2015   | 107e - 113e | Élu en 2000. Réélu en 2002. Réélu en 2004. Réélu en 2006. Réélu en 2008. Réélu en 2010. Réélu en 2012. Retrait.                                                                            |
| Mike Bishop                     | Républicain | 3 janvier 2015 - 3 janvier 2019   | 114e , 115e | Élu en 2014. Réélu en 2016. Perds sa réélection. |
| Elissa Slotkin                  | Démocrate   | 3 janvier 2019 - 3 janvier 2023   | 116e , 117e | Élue en 2018. Réélue en 2020. Redécoupage vers le 7e district. |
| Dan Kildee                      | Démocrate   | 3 janvier 2023 - 3 janvier 2025   | 118e        | Redécoupage depuis le 5e district et réélu en 2022. Retrait. |
| Kristen McDonald Rivet          | Démocrate   | 3 janvier 2025 - en cours         | 119e        | Élue en 2024. |

## Résultats des récentes élections
Voici les résultats des dix précédents cycles électoraux dans le district.

## Frontières historiques du district

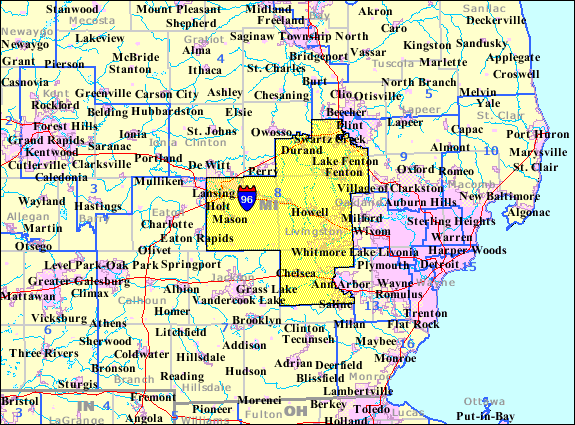
1993 - 2003

2003 - 2013

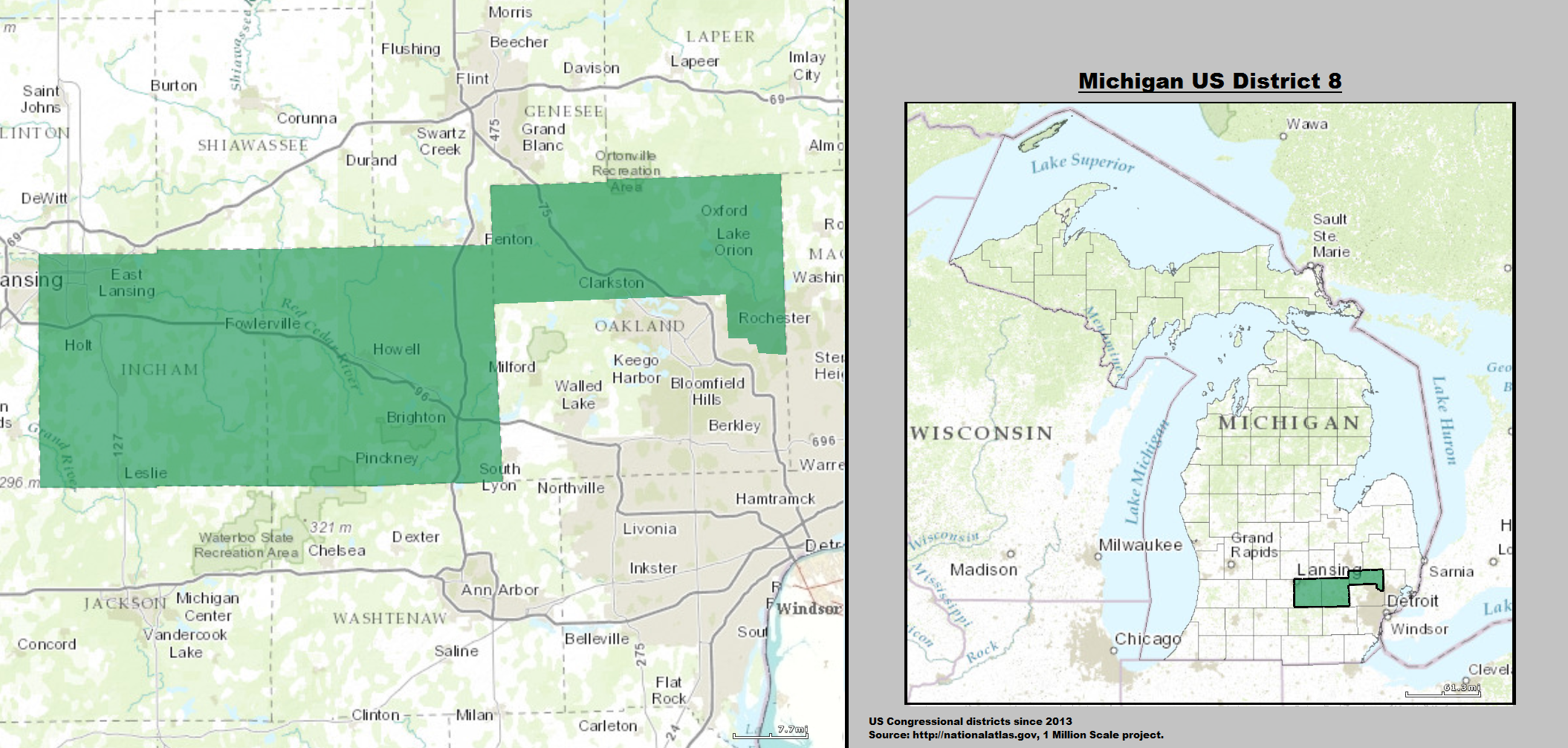
2013 - 2023

### 2004
| Élection de 2004 du 8e district congressionnel du Michigan | Élection de 2004 du 8e district congressionnel du Michigan | Élection de 2004 du 8e district congressionnel du Michigan | Élection de 2004 du 8e district congressionnel du Michigan | Élection de 2004 du 8e district congressionnel du Michigan |
| ---------------------------------------------------------- | ---------------------------------------------------------- | ---------------------------------------------------------- | ---------------------------------------------------------- | ---------------------------------------------------------- |
| Parti                                                      | Parti                                                      | Candidat                                                   | Votes                                                      | %                                                          |
|                                                            | Républicain                                                | Mike Rogers (sortant)                                      | 207 925                                                    | 61,08                                                      |
|                                                            | Démocrate                                                  | Robert D. Alexander                                        | 125 619                                                    | 36,90                                                      |
|                                                            | Libertarien                                                | Will Tyler White                                           | 3591                                                       | 1,05                                                       |
|                                                            | US Taxpayers                                               | John Mangopoulos                                           | 3288                                                       | 0,97                                                       |
| Total des votes                                            | Total des votes                                            | Total des votes                                            | 340 423                                                    | 100%                                                       |
|                                                            | Les Républicains conservent                                |                                                            |                                                            |                                                            |

### 2006
| Élection de 2006 du 8e district congressionnel du Michigan | Élection de 2006 du 8e district congressionnel du Michigan | Élection de 2006 du 8e district congressionnel du Michigan | Élection de 2006 du 8e district congressionnel du Michigan | Élection de 2006 du 8e district congressionnel du Michigan |
| ---------------------------------------------------------- | ---------------------------------------------------------- | ---------------------------------------------------------- | ---------------------------------------------------------- | ---------------------------------------------------------- |
| Parti                                                      | Parti                                                      | Candidat                                                   | Votes                                                      | %                                                          |
|                                                            | Républicain                                                | Mike Rogers (sortant)                                      | 157 237                                                    | 55,27                                                      |
|                                                            | Démocrate                                                  | Jim Marcinkowski                                           | 122 107                                                    | 42,92                                                      |
|                                                            | Libertarien                                                | Dick Gach                                                  | 2765                                                       | 0,97                                                       |
|                                                            | Vert                                                       | Aaron Stuttman                                             | 2362                                                       | 0,83                                                       |
| Total des votes                                            | Total des votes                                            | Total des votes                                            | 284 471                                                    | 100%                                                       |
|                                                            | Les Républicains conservent                                |                                                            |                                                            |                                                            |

### 2008
| Élection de 2008 du 8e district congressionnel du Michigan | Élection de 2008 du 8e district congressionnel du Michigan | Élection de 2008 du 8e district congressionnel du Michigan | Élection de 2008 du 8e district congressionnel du Michigan | Élection de 2008 du 8e district congressionnel du Michigan |
| ---------------------------------------------------------- | ---------------------------------------------------------- | ---------------------------------------------------------- | ---------------------------------------------------------- | ---------------------------------------------------------- |
| Parti                                                      | Parti                                                      | Candidat                                                   | Votes                                                      | %                                                          |
|                                                            | Républicain                                                | Mike Rogers (sortant)                                      | 204 408                                                    | 56,53                                                      |
|                                                            | Démocrate                                                  | Robert D. Alexander                                        | 145 491                                                    | 40,23                                                      |
|                                                            | Libertarien                                                | Will Tyler White                                           | 4373                                                       | 1,21                                                       |
|                                                            | Vert                                                       | Aaron Stuttman                                             | 3836                                                       | 1,06                                                       |
|                                                            | US Taxpayers                                               | George M. Zimmer                                           | 3499                                                       | 0,97                                                       |
| Total des votes                                            | Total des votes                                            | Total des votes                                            | 361 607                                                    | 100%                                                       |
|                                                            | Les Républicains conservent                                |                                                            |                                                            |                                                            |

### 2010
| Élection de 2010 du 8e district congressionnel du Michigan | Élection de 2010 du 8e district congressionnel du Michigan | Élection de 2010 du 8e district congressionnel du Michigan | Élection de 2010 du 8e district congressionnel du Michigan | Élection de 2010 du 8e district congressionnel du Michigan |
| ---------------------------------------------------------- | ---------------------------------------------------------- | ---------------------------------------------------------- | ---------------------------------------------------------- | ---------------------------------------------------------- |
| Parti                                                      | Parti                                                      | Candidat                                                   | Votes                                                      | %                                                          |
|                                                            | Républicain                                                | Mike Rogers (sortant)                                      | 156 931                                                    | 64,08                                                      |
|                                                            | Démocrate                                                  | Lance Enderle                                              | 84 069                                                     | 34,33                                                      |
|                                                            | Libertarien                                                | Bhagwan Dashairya                                          | 3881                                                       | 1,58                                                       |
|                                                            | Write-In                                                   | Katherine Houston                                          | 11                                                         | 0,0                                                        |
|                                                            | Write-In                                                   | Eric Lee Harvey                                            | 2                                                          | 0,0                                                        |
| Total des votes                                            | Total des votes                                            | Total des votes                                            | 244 894                                                    | 100%                                                       |
|                                                            | Les Républicains conservent                                |                                                            |                                                            |                                                            |

### 2012
| Élection de 2012 du 8e district congressionnel du Michigan | Élection de 2012 du 8e district congressionnel du Michigan | Élection de 2012 du 8e district congressionnel du Michigan | Élection de 2012 du 8e district congressionnel du Michigan | Élection de 2012 du 8e district congressionnel du Michigan |
| ---------------------------------------------------------- | ---------------------------------------------------------- | ---------------------------------------------------------- | ---------------------------------------------------------- | ---------------------------------------------------------- |
| Parti                                                      | Parti                                                      | Candidat                                                   | Votes                                                      | %                                                          |
|                                                            | Républicain                                                | Mike Rogers (sortant)                                      | 202 217                                                    | 58,6                                                       |
|                                                            | Démocrate                                                  | Lance Enderle                                              | 128 657                                                    | 37,3                                                       |
|                                                            | Libertarien                                                | Daniel Goebel                                              | 8083                                                       | 2,3                                                        |
|                                                            | Indépendant                                                | Preston Brooks                                             | 6097                                                       | 1,8                                                        |
| Total des votes                                            | Total des votes                                            | Total des votes                                            | 345 054                                                    | 100%                                                       |
|                                                            | Les Républicains conservent                                |                                                            |                                                            |                                                            |

### 2014
| Élection de 2014 du 8e district congressionnel du Michigan | Élection de 2014 du 8e district congressionnel du Michigan | Élection de 2014 du 8e district congressionnel du Michigan | Élection de 2014 du 8e district congressionnel du Michigan | Élection de 2014 du 8e district congressionnel du Michigan |
| ---------------------------------------------------------- | ---------------------------------------------------------- | ---------------------------------------------------------- | ---------------------------------------------------------- | ---------------------------------------------------------- |
| Parti                                                      | Parti                                                      | Candidat                                                   | Votes                                                      | %                                                          |
|                                                            | Républicain                                                | Mike Bishop                                                | 132 739                                                    | 54,6                                                       |
|                                                            | Démocrate                                                  | Eric Schertzing                                            | 102 269                                                    | 42,1                                                       |
|                                                            | Libertarien                                                | James Weeks                                                | 4557                                                       | 1,9                                                        |
|                                                            | Vert                                                       | Jim Casha                                                  | 1880                                                       | 0,8                                                        |
|                                                            | Natural Law (en)                                           | Jeremy Burgess                                             | 1680                                                       | 0,7                                                        |
| Total des votes                                            | Total des votes                                            | Total des votes                                            | 243 125                                                    | 100%                                                       |
|                                                            | Les Républicains conservent                                |                                                            |                                                            |                                                            |

### 2016
| Élection de 2016 du 8e district congressionnel du Michigan | Élection de 2016 du 8e district congressionnel du Michigan | Élection de 2016 du 8e district congressionnel du Michigan | Élection de 2016 du 8e district congressionnel du Michigan | Élection de 2016 du 8e district congressionnel du Michigan |
| ---------------------------------------------------------- | ---------------------------------------------------------- | ---------------------------------------------------------- | ---------------------------------------------------------- | ---------------------------------------------------------- |
| Parti                                                      | Parti                                                      | Candidat                                                   | Votes                                                      | %                                                          |
|                                                            | Républicain                                                | Mike Bishop (sortant)                                      | 205 629                                                    | 56,0                                                       |
|                                                            | Démocrate                                                  | Suzanna Shkreli                                            | 143 791                                                    | 39,2                                                       |
|                                                            | Libertarien                                                | Jeff Wood                                                  | 9619                                                       | 2,6                                                        |
|                                                            | Vert                                                       | Maria Green                                                | 5679                                                       | 1,6                                                        |
|                                                            | Natural Law (en)                                           | Jeremy Burgess                                             | 2250                                                       | 0,6                                                        |
| Total des votes                                            | Total des votes                                            | Total des votes                                            | 366 968                                                    | 100%                                                       |
|                                                            | Les Républicains conservent                                |                                                            |                                                            |                                                            |

### 2018
| Élection de 2018 du 8e district congressionnel du Michigan | Élection de 2018 du 8e district congressionnel du Michigan | Élection de 2018 du 8e district congressionnel du Michigan | Élection de 2018 du 8e district congressionnel du Michigan | Élection de 2018 du 8e district congressionnel du Michigan |
| ---------------------------------------------------------- | ---------------------------------------------------------- | ---------------------------------------------------------- | ---------------------------------------------------------- | ---------------------------------------------------------- |
| Parti                                                      | Parti                                                      | Candidat                                                   | Votes                                                      | %                                                          |
|                                                            | Démocrate                                                  | Elissa Slotkin                                             | 172 880                                                    | 50,6                                                       |
|                                                            | Républicain                                                | Mike Bishop (sortant)                                      | 159 782                                                    | 46,8                                                       |
|                                                            | Libertarien                                                | Brian Ellison                                              | 6302                                                       | 1,8                                                        |
|                                                            | Constitution                                               | David Lillis                                               | 2629                                                       | 0,8                                                        |
| Total des votes                                            | Total des votes                                            | Total des votes                                            | 341 593                                                    | 100%                                                       |
|                                                            | Les Démocrates prennent aux Républicains                   |                                                            |                                                            |                                                            |

### 2020
| Élection de 2020 du 8e district congressionnel du Michigan | Élection de 2020 du 8e district congressionnel du Michigan | Élection de 2020 du 8e district congressionnel du Michigan | Élection de 2020 du 8e district congressionnel du Michigan | Élection de 2020 du 8e district congressionnel du Michigan |
| ---------------------------------------------------------- | ---------------------------------------------------------- | ---------------------------------------------------------- | ---------------------------------------------------------- | ---------------------------------------------------------- |
| Parti                                                      | Parti                                                      | Candidat                                                   | Votes                                                      | %                                                          |
|                                                            | Démocrate                                                  | Elissa Slotkin (sortante)                                  | 217 922                                                    | 50,9                                                       |
|                                                            | Républicain                                                | Paul Junge                                                 | 202 525                                                    | 47,3                                                       |
|                                                            | Libertarien                                                | Joe Hartman                                                | 7897                                                       | 1,8                                                        |
| Total des votes                                            | Total des votes                                            | Total des votes                                            | 428 344                                                    | 100%                                                       |
|                                                            | Les Démocrates conservent                                  |                                                            |                                                            |                                                            |

### 2022
| Primaire Démocrate de 2022 du 8e district congressionnel du Michigan | Primaire Démocrate de 2022 du 8e district congressionnel du Michigan | Primaire Démocrate de 2022 du 8e district congressionnel du Michigan | Primaire Démocrate de 2022 du 8e district congressionnel du Michigan | Primaire Démocrate de 2022 du 8e district congressionnel du Michigan |
| -------------------------------------------------------------------- | -------------------------------------------------------------------- | -------------------------------------------------------------------- | -------------------------------------------------------------------- | -------------------------------------------------------------------- |
| Parti                                                                | Parti                                                                | Candidat                                                             | Votes                                                                | %                                                                    |
|                                                                      | Démocrate                                                            | Dan Kildee (sortant)                                                 | 70 791                                                               | 100%                                                                 |

| Primaire Républicaine de 2022 du 8e district congressionnel du Michigan | Primaire Républicaine de 2022 du 8e district congressionnel du Michigan | Primaire Républicaine de 2022 du 8e district congressionnel du Michigan | Primaire Républicaine de 2022 du 8e district congressionnel du Michigan | Primaire Républicaine de 2022 du 8e district congressionnel du Michigan |
| ----------------------------------------------------------------------- | ----------------------------------------------------------------------- | ----------------------------------------------------------------------- | ----------------------------------------------------------------------- | ----------------------------------------------------------------------- |
| Parti                                                                   | Parti                                                                   | Candidat                                                                | Votes                                                                   | %                                                                       |
|                                                                         | Républicain                                                             | Paul Junge                                                              | 42 363                                                                  | 53,7                                                                    |
|                                                                         | Républicain                                                             | Matthew Seely                                                           | 18 658                                                                  | 23,6                                                                    |
|                                                                         | Républicain                                                             | Candice Miller                                                          | 17 879                                                                  | 22,7                                                                    |

| Élection de 2022 du 8e district congressionnel du Michigan | Élection de 2022 du 8e district congressionnel du Michigan | Élection de 2022 du 8e district congressionnel du Michigan | Élection de 2022 du 8e district congressionnel du Michigan | Élection de 2022 du 8e district congressionnel du Michigan |
| ---------------------------------------------------------- | ---------------------------------------------------------- | ---------------------------------------------------------- | ---------------------------------------------------------- | ---------------------------------------------------------- |
| Parti                                                      | Parti                                                      | Candidat                                                   | Votes                                                      | %                                                          |
|                                                            | Démocrate                                                  | Dan Kildee (sortant)                                       | 178 322                                                    | 53,1                                                       |
|                                                            | Républicain                                                | Paul Junge                                                 | 143 850                                                    | 42,8                                                       |
|                                                            | Working Class (en)                                         | Kathy Goodwin                                              | 9077                                                       | 2,77                                                       |
|                                                            | Libertarien                                                | David Canny                                                | 4580                                                       | 1,4                                                        |
| Total des votes                                            | Total des votes                                            | Total des votes                                            | 335 829                                                    | 100%                                                       |
|                                                            | Les Démocrates conservent                                  |                                                            |                                                            |                                                            |

### 2024
| Primaire Démocrate de 2024 du 8e district congressionnel du Michigan | Primaire Démocrate de 2024 du 8e district congressionnel du Michigan | Primaire Démocrate de 2024 du 8e district congressionnel du Michigan | Primaire Démocrate de 2024 du 8e district congressionnel du Michigan | Primaire Démocrate de 2024 du 8e district congressionnel du Michigan |
| -------------------------------------------------------------------- | -------------------------------------------------------------------- | -------------------------------------------------------------------- | -------------------------------------------------------------------- | -------------------------------------------------------------------- |
| Parti                                                                | Parti                                                                | Candidat                                                             | Votes                                                                | %                                                                    |
|                                                                      | Démocrate                                                            | Kristen McDonald Rivet                                               | 43 393                                                               | 53,3                                                                 |
|                                                                      | Démocrate                                                            | Matt Collier                                                         | 21 482                                                               | 26,4                                                                 |
|                                                                      | Démocrate                                                            | Pamela Pugh                                                          | 16 525                                                               | 20,3                                                                 |

| Primaire Républicaine de 2024 du 8e district congressionnel du Michigan | Primaire Républicaine de 2024 du 8e district congressionnel du Michigan | Primaire Républicaine de 2024 du 8e district congressionnel du Michigan | Primaire Républicaine de 2024 du 8e district congressionnel du Michigan | Primaire Républicaine de 2024 du 8e district congressionnel du Michigan |
| ----------------------------------------------------------------------- | ----------------------------------------------------------------------- | ----------------------------------------------------------------------- | ----------------------------------------------------------------------- | ----------------------------------------------------------------------- |
| Parti                                                                   | Parti                                                                   | Candidat                                                                | Votes                                                                   | %                                                                       |
|                                                                         | Républicain                                                             | Paul Junge                                                              | 43 204                                                                  | 74,8                                                                    |
|                                                                         | Républicain                                                             | Mary Draves                                                             | 8 688                                                                   | 15,0                                                                    |
|                                                                         | Républicain                                                             | Anthony Hudson                                                          | 5 851                                                                   | 10,1                                                                    |

| Élection de 2024 du 8e district congressionnel du Michigan | Élection de 2024 du 8e district congressionnel du Michigan | Élection de 2024 du 8e district congressionnel du Michigan | Élection de 2024 du 8e district congressionnel du Michigan | Élection de 2024 du 8e district congressionnel du Michigan |
| ---------------------------------------------------------- | ---------------------------------------------------------- | ---------------------------------------------------------- | ---------------------------------------------------------- | ---------------------------------------------------------- |
| Parti                                                      | Parti                                                      | Candidat                                                   | Votes                                                      | %                                                          |
|                                                            | Démocrate                                                  | Kristen McDonald Rivet                                     | 217 490                                                    | 51,3                                                       |
|                                                            | Républicain                                                | Paul Junge                                                 | 189 317                                                    | 44,6                                                       |
|                                                            | Working Class (en)                                         | Kathy Goodwin                                              | 8 492                                                      | 2,0                                                        |
|                                                            | Libertarien                                                | Steve Barcelo                                              | 4 768                                                      | 1,1                                                        |
|                                                            | Indépendant                                                | James Little                                               | 2 681                                                      | 0,6                                                        |
|                                                            | Vert                                                       | Jim Casha                                                  | 1 602                                                      | 0,4                                                        |
| Total des votes                                            | Total des votes                                            | Total des votes                                            | 424 350                                                    | 100%                                                       |
|                                                            | Les Démocrates conservent                                  |                                                            |                                                            |                                                            |